# Zygonaria joloensis
Zygonaria joloensis är en armfotingsart som först beskrevs av Dall 1920.  Zygonaria joloensis ingår i släktet Zygonaria och familjen Terebratulidae. Inga underarter finns listade i Catalogue of Life.